# Luke Appling
 (mars 2024).
La mise en forme du texte ne suit pas les recommandations de Wikipédia : il faut le « wikifier ».
Les points d'amélioration suivants sont les cas les plus fréquents. Le détail des points à revoir est peut-être précisé sur la page de discussion.
- Les titres sont pré-formatés par le logiciel. Ils ne sont ni en capitales, ni en gras.
- Le texte ne doit pas être écrit en capitales (les noms de famille non plus), ni en gras, ni en italique, ni en « petit »…
- Le gras n'est utilisé que pour surligner le titre de l'article dans l'introduction, une seule fois.
- L'italique est rarement utilisé : mots en langue étrangère, titres d'œuvres, noms de bateaux, etc.
- Les citations ne sont pas en italique mais en corps de texte normal. Elles sont entourées par des guillemets français : « et ».
- Les listes à puces sont à éviter, des paragraphes rédigés étant largement préférés. Les tableaux sont à réserver à la présentation de données structurées (résultats, etc.).
- Les appels de note de bas de page (petits chiffres en exposant, introduits par l'outil «  Source ») sont à placer entre la fin de phrase et le point final[comme ça].
- Les liens internes (vers d'autres articles de Wikipédia) sont à choisir avec parcimonie. Créez des liens vers des articles approfondissant le sujet. Les termes génériques sans rapport avec le sujet sont à éviter, ainsi que les répétitions de liens vers un même terme.
- Les liens externes sont à placer uniquement dans une section « Liens externes », à la fin de l'article. Ces liens sont à choisir avec parcimonie suivant les règles définies. Si un lien sert de source à l'article, son insertion dans le texte est à faire par les notes de bas de page.
- La présentation des références doit suivre les conventions bibliographiques. Il est recommandé d'utiliser les modèles {{Ouvrage}}, {{Chapitre}}, {{Article}}, {{Lien web}} et/ou {{Bibliographie}}. Le mode d'édition visuel peut mettre en forme automatiquement les références.
- Insérer une infobox (cadre d'informations à droite) n'est pas obligatoire pour parachever la mise en page.

Pour une aide détaillée, merci de consulter Aide:Wikification.
Si vous pensez que ces points ont été résolus, vous pouvez retirer ce bandeau et améliorer la mise en forme d'un autre article.
Lucius Benjamin Appling (2 avril 1907 - 3 janvier 1991), surnommé « Old Aches and Pains », était un arrêt-court américain des Ligues majeures de baseball qui a joué toute sa carrière pour les White Sox de Chicago (1930-1950). Il a été élu au Temple de la renommée du baseball en 1964.
Né en Caroline du Nord, Appling a brièvement fréquenté l'Oglethorpe College . Il a été signé à un contrat des ligues mineures  par les Crackers d'Atlanta en 1930 et a fait ses débuts avec les White Sox de Chicago plus tard cette année-là. Il interrompt sa carrière pour servir pendant la Seconde Guerre mondiale en 1944 et 1945. Il a joué pour Chicago jusqu'en 1950, puis a été gérant dans les ligues mineures et entraîneur dans les ligues majeures pendant de nombreuses années. Il a servi un certain temps en tant que gérant par intérim dans les ligues majeures en 1967. Il est décédé en Géorgie en 1991.

## Jeunesse et carrière
Appling est né à High Point, en Caroline du Nord. Il a fréquenté le Fulton High School à Atlanta, en Géorgie, puis l'Oglethorpe College d'Atlanta pendant deux ans. Appling a signé avec les Atlanta Crackers de la Southern League en 1930. Il a été un bon frappeur dès sa première année, mais a commis 42 erreurs en 104 matchs. Les Cubs de Chicago ont montré un certain intérêt au début, mais ont décidé de ne pas le signer, et les White Sox ont fini par l'acheter aux Crackers pour 20 000 $.

## Carrière dans les ligues majeures
Appling n'est apparu que dans six matchs pour les White Sox en 1930. Il a atteint une moyenne au bâton de .232 en 96 matchs en 1931. En 1933, sa moyenne est passée de .274 à .322 lors de la première de neuf saisons consécutives de .300. Les White Sox ont perdu plus de 90 matchs au cours de quatre des cinq premières saisons d'Appling avec l'équipe.
En 1936, Appling a frappé .388, avec 124 points produits en, a marqué 111 fois, enregistré 204 coups sûrs et a connu une séquence de 27 matchs avec coup sûr, un record d'équipe. Il a été le premier arrêt-court à remporter le titre de champion frappeur de la Ligue américaine. Il a terminé deuxième lors du vote du joueur le plus utile de la Ligue américaine et a remporté sa première sélection au Match des étoiles. Il a aussi mené la ligue avec 119 doubles jeux. Selon l'historien du baseball Bill James il était le meilleur joueur du baseball majeur en 1943.
Appling a eu une moyenne au bâton de .317 en 1937 alors que les White Sox ont terminé en troisième place de la Ligue américaine. Il a disputé 81 matchs en 1938, ratant une grande partie de la saison en raison d'une jambe cassée.
En 1940, Appling a atteint .348 avec un sommet en carrière de 13 triples. Bien que l'équipe ait terminé quatrième, elle s'est rapprochée d'un championnat de la ligue plus qu'à aucun autre moment de sa carrière, terminant huit matchs derrière les Tigers de Détroit. Appling a remporté un autre titre au bâton en 1943 avec une moyenne de .328 et a également mené la ligue en moyenne de présence sur les buts cette année-là (.419).
Appling a raté toute la saison 1944 en raison de son service militaire dans l'armée des États-Unis, puis est revenu à temps pour participer à seulement 18 matchs l'année suivante.
Il a atteint .309 en 149 matchs en 1946. Bien que sa septième et dernière sélection au Match des étoiles ait eu lieu en 1947 lorsqu'il a atteint .306, Appling a atteint .314 et .301 en 1948 et 1949, respectivement.

### Statistiques en carrière
En 2 422 matchs sur 20 saisons, Appling a affiché une moyenne au bâton de .310 (2 749 pour 8 856) avec 1 319 points, 440 doubles, 102 triples, 45 circuits, 1 116 points produits, 179 buts volés, .399 de moyenne de présence sur les buts et une moyenne de puissance au bâton de .398. Il a terminé sa carrière avec un pourcentage défensif de .948, jouant principalement à l'arrêt-court, mais aussi aux troisième, deuxième et premier but. Il avait une bonne maîtrise de la zone des prises, n'étant retire que 528 sur trois prises tout en obtenant 1 302 buts sur balles.

### Héritage
À sa retraite, Appling était le leader de tous les temps pour le plus des matchs joués et pour les doubles jeux par un arrêt-court des ligues majeures, et le leader de tous les temps pour les retraits et les assistances par un arrêt-court de la Ligue américaine. Ces records ont ensuite été battus par Luis Aparicio, qui a également passé la majorité de sa carrière avec les White Sox. Il a commis 643 erreurs et a le pire pourcentage défensif depuis 1910 de joueurs avec au moins 1 900 matchs, mais sa vitesse et sa portée ont néanmoins rendu sa capacité défensive excellente tout au long de sa carrière.
Appling était un bon premier frappeur qui a dépassé la barre des .400 en moyenne de présence sur les buts à huit reprises (1935-1937, 1939-40, 1943, 1948-49) et a réussi plus de 100 buts sur balles à trois reprises (1935, 1939, 1949).

## Après-carrière
Appling a eu du succès comme gérant dans les ligues mineures après sa carrière comme joueur, remportant des championnats de saison régulière avec les Chicks de Memphis dans la Southern Association et Indianapolis de l'American Association et étant nommé gérant de l'année dans les ligues mineures en 1952.
À partir de 1954, il dirigea les Virginians de Richmond, une équipe non affiliée de classe AAA de la Ligue internationale qui s'affilia aux Yankees de New York en 1958, mais qui, après 1964, déménagea et devint les Mud Hens de Toledo.
La seule chance d'Appling  comme gérant  au niveau des ligues majeures est venu en 1967 comme remplaçant de fin de saison d'Alvin Dark en tant que gérant des Athletics de Kansas City en 1967, ce qui lui a valu un dossier de 10-30.
Appling a été entraîneur dans les ligues majeures pour les Indians de Cleveland, les Tigers de Détroit, les Orioles de Baltimore, les Athletics de Kansas City et les White Sox de Chicago dans les années 1960 et au début des années 1970. Il a été instructeur dans les ligues mineures pour les Braves d'Atlanta ainsi qu'à leur camp d'entraînement jusqu'en 1990.
Bien qu'Appling n'ait reçu que deux votes au Temple de la renommée du baseball lorsque son nom est apparu sur le bulletin de vote pour la première fois en 1953, il a finalement été élu en 1964. Aucun candidat n'avait reçu suffisamment de voix pour être intronisé sur la base des élections initiales de 1964; cependant, Appling a été nommé sur la plupart des bulletins de vote et il a battu Red Ruffing lors d'un second tour de scrutin.
En 1970, la section de Chicago de la Baseball Writers 'Association of America a nommé Appling le plus grand joueur de l'histoire des White Sox. En 1981, Lawrence Ritter et Donald Honig l'ont inclus dans leur livre Les 100 plus grands joueurs de baseball de tous les temps.
Le 19 juillet 1982, Appling a participé au premier match des Cracker Jack Old Timers de 1982 (1982-1990) au Robert F. Kennedy Memorial Stadium à Washington, DC, où l'arrêt-court du Temple de la renommée, alors âgé de 75 ans, a frappé un coup de circuit contre Warren Spahn lors de la première manche dans les gradins du champ gauche, la balle ayant parcouru 265 pieds. Le stade RFK était alors en configuration football, ce qui donnait une clôture rapprochée au champ gauche.
Le 3 janvier 1991, deux jours après avoir pris sa retraite de l'équipe d'entraîneurs d'Atlanta, Appling était hospitalisé à Cumming, en Géorgie, souffrant d'un anévrisme de l'aorte abdominale. Il est décédé lors d'une opération chirurgicale d'urgence.
"Old Aches and Pains" a été enterré dans les jardins commémoratifs de Sawnee View, dans la chapelle mausolée ouest de Cumming, en Géorgie.
En 1999, il a été nommé finaliste de l'équipe du siècle du baseball majeur.
En 2013, le Bob Feller Act of Valor Award a honoré Appling comme l'un des 37 membres du Temple de la renommée du baseball pour son service dans l'armée américaine pendant la Seconde Guerre mondiale.

## Voir également
- Liste de joueurs des ligues majeures qui ont 500 doubles
- Liste de joueurs des ligues majeures qui ont 1500 points produits
- Liste des champions frappeurs des Ligues majeures de baseball
- Liste de joueurs des ligues majeures qui ont volé 500 buts